# Ernst Gottschmann

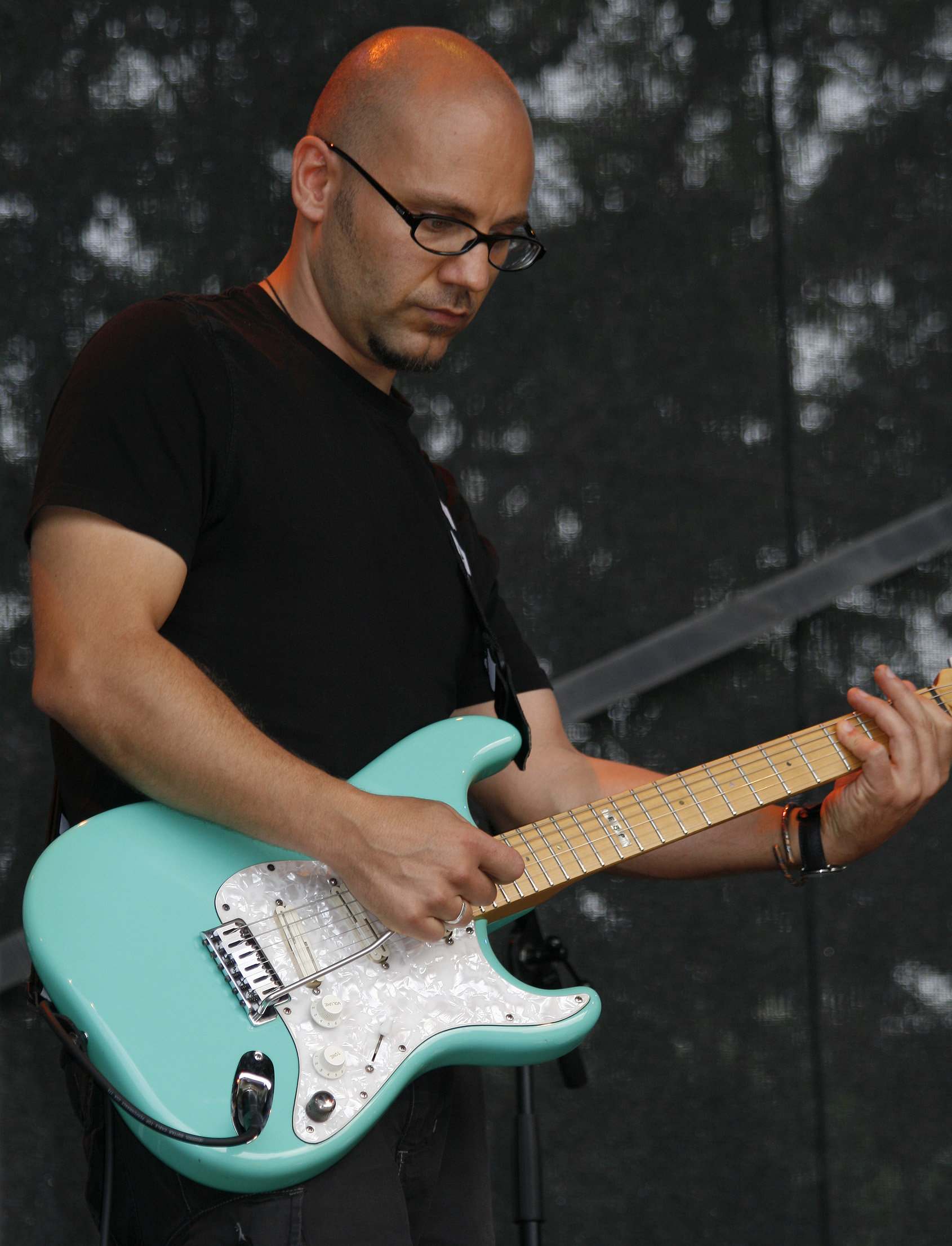
Ernst Gottschmann (Donauinselfest 2008)

Ernst Gotschmann (* 6. Juni 1971 in Bad Aussee) ist ein österreichischer Gitarrist, Songwriter und Produzent.

## Karriere
Seit 1995 ist Gottschmann im Musik-Geschäft tätig. Damals war er als E- und A-Gitarrist mit der österreichischen Band Ausseer Hardbradler erfolgreich unterwegs. Mit ihnen nahm er fünf Studioalben und ein Live-Album auf. Außerdem unterstützte er die Gruppe mit seinem eigenen Homestudio. Zuvor hatte Gottschmann bereits mit Produzenten wie Peter Müller zusammengearbeitet. Die Plattenfirma der Ausseer Hardbradler, EMI, erteilte mehrere Produktionsaufträge. Unter anderem produzierte er die B-Funk Family für das Album The Return of Watzmann. Eine weitere Produktion, CUBA von den Ausseer Hardbradlern, erreichte 2003 Gold-Status in Österreich. Momentan arbeitet Gottschmann mit der österreichischen Band Die Chiller sowie mit der österreichischen Sängerin/Songwriterin Inez zusammen. Als Gitarrist ist er bei Rauhnacht, IRISHsteirisch und steIRISHstew tätig. Der Musiker betreibt mittlerweile ein Tonstudio in Altaussee und arbeitet als Filmmusikkomponist (ServusTV) und Musikproduzent für verschiedene Musikgruppen. Als Tontechniker ist er bei den Seern im Studio tätig und spielt aktuell bei den Gruppen ausgfuXt. ,Irish Steirisch, Rauhnacht, Powerpipes und den Poxrucker Sisters.

## Produktionen
- B-Funk Family
- Houseverstand
- Mystic Alpin
- Zabine
- Die Seer
- Ausseer Hardbradler
- Sibylle Kefer
- Millions of Dreads
- Inez
- IRISHsteirisch
- Die Chiller
- Grundlseer Geigenmusi
- Poxrucker Sisters
- Rauhnacht
- Powerpipes